# 山东茜草
山东茜草（学名：Rubia truppeliana）为茜草科茜草属下的一个种。

## 扩展阅读
- 維基物種上的相關：山东茜草